# 56-й окремий вертолітний загін (Україна)
56-й окремий вертолітний загін — військове формування Збройних сил України, що виконувало завдання у складі Місії ООН у Ліберії з січня 2004 року до лютого 2018 року.

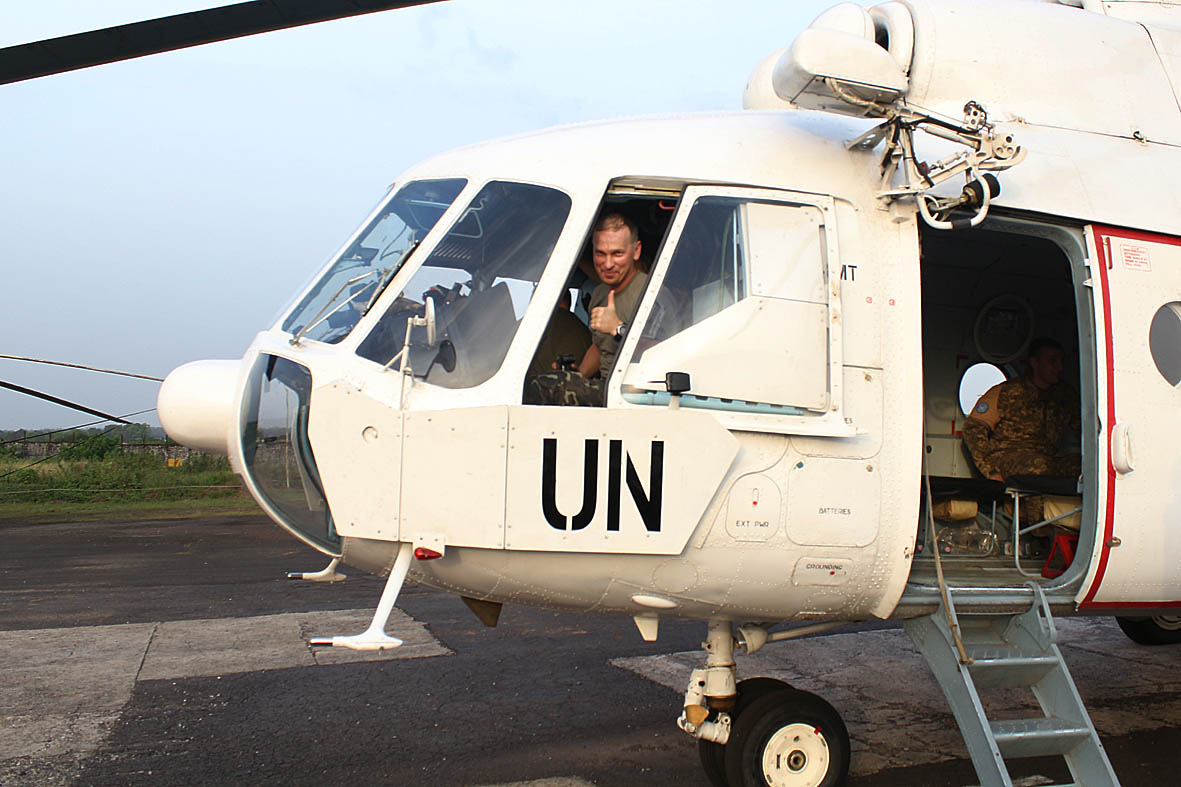
Український Мі-8 56-го вертольотного загону

## Чисельність контингенту
Загальна чисельність загону — 300 військовослужбовців. На озброєнні загону перебували 8 вертольотів Мі-8 та 3 вертольоти Мі-24. На український контингент були покладені завдання з авіаційної підтримки наземних військ Місії ООН, патрулювання та охорони кордонів Ліберії з сусідніми державами, перевезення вантажів, доставки у віддалені куточки країни продовольства та ліків, евакуації хворих, участі у пошуково-рятувальних операціях тощо.
Командиром національного контингенту 19-ї ротації призначений досвідчений військовий льотчик 1-го класу полковник Олександр Венгер, який неодноразово брав участь у миротворчих місіях.